# Kútniky
Kútniky (Hongaars: Hegyéte) is een Slowaakse gemeente in de regio Trnava, en maakt deel uit van het district Dunajská Streda.
Kútniky telt 1.295 inwoners.